# Morten Seier
Morten Seier Larsen (urodzony 29 marca 1977 w Hillerød)- były duński piłkarz ręczny grający na pozycji bramkarza, dawniej zawodnik Wisły Płock.
Seier Jest wychowankiem klubu Virum Sorgenfri HK. Następnie grał w Silkeborg IF, Ajaxie, FCK Håndbold, RK Gorenje Velenje. Zagrał jeden mecz w reprezentacji Danii. Ma podpisany kontrakt z Wisłą Płock
W drużynie z Płocka zadebiutował podczas Ogólnopolskiego Turnieju Piłki Ręcznej Seniorów o puchar prezesa MMTS Kwidzyn. Zagrał też 30 stycznia 2009 w meczu charytatywnym na rzecz Damiana Kozłowskiego (młodego piłkarza ręcznego z MKS Kasztelan Sierpc chorego na raka kości).
Po zakończeniu kariery zawodniczej został trenerem przygotowania fizycznego w Gorenje Velenje.

## Osiągnięcia
- Złoty Medalista Mistrzostw Polski:   2011
- Srebrny Medalista Mistrzostw Polski:   2009
- Brązowy Medalista Mistrzostw Polski:   2010
- Finalista Pucharu Polski:   2011